# Аристипп
Аристипп (греч. Ἀρίστιππος, лат. Aristippus) (ок. 435 — ок. 355 до н. э.) — древнегреческий философ из Кирены в Северной Африке, основатель киренской, или гедонической, школы, ученик Сократа.
Известно, что Аристипп появился в Афинах молодым, будучи привлечён славой Сократа (Diog. Laert. II 65), и смог стать его учеником. Плутарх пишет (De curiosit., 516c) о том, как Аристипп решил учиться: прибыв на Олимпийские игры (считается, что на 91-е), он познакомился с неким Исхомахом, который своими рассказами о Сократе так поразил Аристиппа, что вызвал желание поехать в Афины к философу. Если учесть известную дату смерти Сократа (399 г. до н. э.), то получается, что Аристипп обучался у него приблизительно 10 лет в самом начале IV в. до н. э.
Первым из учеников Сократа начал брать деньги за обучение и даже пытался часть средств (20 мин) отсылать своему учителю, но Сократ отказался принять их, сославшись на своего даймона. Среди учеников Сократа пользовался дурной славой, в том числе за угодливость перед лицом сиракузского тирана Дионисия (Диоген за это назвал его «царским псом»), любовь к роскоши и общение с гетерами (Лаисой).
Такого прозвища Аристипп явно не заслужил: хотя он и любил роскошь, но всегда легко расставался с деньгами, и никогда никому не служил. На своих спонсоров философ смотрел как на участников своей игры: всё на свете — суета и видимость, почему бы не поиграть таким образом? В конце концов, деньги ему давали добровольно, не за что-то конкретное, а просто потому, что он был именно самим собой. И такой подход наглядно демонстрировал, что человек не просто сам определяет свою жизнь, но и делает это тем успешнее, чем больше он понимает в философии.
Среди его учеников была его дочь Арета.
Сведений о точном месте и дате смерти Аристиппа не сохранилось. Вероятно, скончался он в Кирене, где у него была семья и постоянные ученики. Есть не принципиально отличающаяся версия: в «Письмах сократиков» упоминается, что философ сильно заболел по дороге в Кирену из Сиракуз, будучи на острове Липари. Возможно, он не успел доехать в Кирену и умер там же.

## Аристипп и софистика
Некоторые утверждали, что Аристипп на самом деле был софистом, а учение киренаиков разработали уже его ученики. Так, Аристотель в «Метафизике» напрямую причисляет Аристиппа к софистам (Arist. Met. III 2. 996a37).
Однако, как показал историк философии К. Дёринг, сохранившиеся до настоящего времени источники указывают: именно Аристипп основал школу и, соответственно, разработал учение, которое ученики затем лишь развивали. И действительно, философия киренаиков принципиально отличается от воззрений софистов.
Вероятнее всего, Аристипп учился не только у Сократа, но и у кого-то из софистов. В таком случае всё объясняется: он, как пишет Диоген Лаэртский по свидетельству Фения из Эреса «занимаясь софистикой» (σοφιστεύσας) (Diog. Laert. II 8), брал плату со слушателей — в полном соответствии с традициями софистов. Вполне возможно, что позже он, ещё до организации своей школы, сам преподавал именно софистику. Скромностью и аскезой Аристипп никогда не страдал.
Именно в роли профессионального платного учителя философии — чем и занимались софисты — Аристипп прибыл в Сиракузы ко двору Дионисия. В настоящее время неизвестно в точности, застал ли он старшего Дионисия, младшего или же философствовал во время правления обоих.

## Отношения с учениками Сократа
Многие историки считают, что ученики Сократа недолюбливали Аристиппа, но конкретных сведений об этом не сохранилось. Вероятно, негативное отношение действительно имело место как следствие неприятия платы на философию, в чём не стеснялся Аристипп. Кроме того, Платон в диалоге «Федон» сообщает, что Аристипп не приехал на смерть Сократа, хотя находился в это время недалеко от Афин, на о. Эгина (Plat. Phaed. 59c).
Сам Платон сообщает об этом достаточно нейтрально, но в дальнейшем многие, начиная с Диогена Лаэртского (Diog. Laert. III 36), осуждали философа: мог бы и приехать на смерть учителя. Здесь стоит учесть, что удовольствия от этого Аристипп бы точно не получил (то есть должен был бы пойти против своей философии), и что он всю жизнь относился к Сократу с огромным уважением.

Комментарий самого Аристиппа по этому поводу содержится в «Письмах сократиков». Письмо № 16 «Аристипп — неизвестному»:
«Относительно последних дней Сократа я и Клеомброт получили уже известие, а также и о том, что хотя одиннадцать давали ему возможность бежать, он остался… Мне же кажется, что, противозаконно попав в тюрьму, он мог бы [попытаться] спастись каким бы то ни было способом. …Ты сообщил мне, что все поклонники Сократа и философы ушли из Афин, боясь, как бы и с вами не произошло что-либо подобное. И вы сделали неплохо. Так вот и я, спасшись, до сего дня живу в Эгине; в дальнейшем я приду к вам и если мы сумеем сделать что-либо лучшее, сделаем».

Однако сохранились сведения о том, что Аристипп дружил с Эсхином Сократиком. Диоген Лаэртский писал, что Платон отказался помочь Эсхину, который в то время был в бедности, и ему помог Аристипп (Diog. Laert. III 36). Также сохранилось свидетельство их действительно дружеских отношений: 
Немного спустя, поссорившись с Эсхином, он предложил: «Не помириться ли нам и не прекратить ли препирательства, или ты ждешь, пока кто-нибудь не помирит нас за чашею вина?» — «Я готов», — сказал Эсхин. «Так помни же, что это я первый пошел тебе навстречу, хоть я и старше тебя». «Клянусь Герой, — воскликнул Эсхин, — ты говоришь разумно и ведешь себя гораздо лучше, чем я: ибо я положил начало вражде, а ты — дружбе» (Diog. Laert. II 82-83).

## Отношение к Аристиппу других философов и писателей
Философы и другие авторы часто не соглашались с Аристиппом и осуждали его образ жизни. Его учение о наслаждении входило в противоречие с мнением философов, что добродетелью является нечто возвышенное, а не «низменное». Аристиппа критиковали Феодор в трактате «О школах», Платон в «Федоне» и другие. По литературной традиции того времени полемика могла проходить косвенно, без упоминания имён. Например, критика Платоном соответствующих представлений о наслаждениях в «Филебе» и скептицизма Протагора в «Теэтете» трактуется как заочная полемика с Аристиппом.
Однако большинство критиков Аристиппа не обсуждали его философию, а осуждали его стремление к роскоши, обвиняли в беспринципности и конформизме. Например, Тимон из Флиунта в сатирическим сборнике «Силлы» приписывает Аристиппу сластолюбие как главную черту характера, а комедиограф IV в. до н. э. Алексид описывает философа как отъявленного кутилу.
Мнений об Аристиппе и описаний его поступков сохранилось множество. Однако проблема в том, что авторы всех этих текстов не ставили перед собой задачу точного исторически достоверного описания биографии философа. Они пытались создать яркий, наглядный образ основателя школы, можно сказать — идеализированный. Таким образом, эти свидетельства отражают философию Аристиппа и показывают свойственный ему характер, но не обязательно случались в действительности. Наиболее многочисленные сведения содержатся у Диогена Лаэртского.
Большинство сведений о неприязни Платона к Аристиппу содержится именно в таких рассказах доксографов. В свою очередь, Аристипп упрекал Платона в недобросовестном изложении идей Сократа и даже приписывании ему идей собственного изобретения: «Наш друг не сказал бы ничего подобного» (Arist. Rhet. II 23. 1398b).

Сведения о неприязни к Аристиппу Антисфена (вероятный основатель школы киников) имеются лишь в «Письмах сократиков», которые (кроме двух) признаны недостоверными. Переписка Антисфена и Аристиппа взята из папируса III века, однако, судя по стилистике и другим особенностям, тексты написаны ранее I века. Однако, несмотря на сомнительность, эти письма отражают именно обобщённое мнение в плане претензий философов к Аристиппу и его позиции по этому поводу.
8. Антисфен — Аристиппу:
«Неприлично для философа жить при дворе тиранов и свои надежды строить на сицилийские пиры; ему скорее следует жить в своей стране и на свои собственные средства. Ты же думаешь, что в этом заключается счастье разумного человека — иметь возможность приобрести большие деньги и приобрести могущественных друзей. Нет, ведь не деньги нужны, да и если бы они были нужны, то не хороши они, так приобретённые, да и множество необразованных, к тому же тиранов, не могут быть друзьями. Поэтому я бы тебе посоветовал уехать из Сиракуз и Сицилии. Если же, как говорят некоторые, ты гонишься за удовольствиями и пользуешься такими, которые непристойны для разумных людей, ступай в Атикиру и тебе будет полезно попить чемерицы; ведь она куда лучше, чем вино за столом Дионисия. Последнее повергает в великое безумие, а она это безумие прекращает».
9. Аристипп — Антисфену:
«Плохо, очень плохо, Антисфен, живется мне: да как нам не считать, что мы попали в плохое положение, живя при дворе тирана, когда каждый день едим и пьём великолепно… И никто не освободит от свирепости Дионисия, который смотрит на меня… как на глубоко проникшего в учение Сократа… И когда этот человек перестанет так поступать, сказать тебе не могу. Ты хорошо делаешь, что беспокоишься о несчастиях других; и я со своей стороны радуюсь на твоё благополучие…

Отложи себе сушёных фиг на зиму и критской ячменной муки: это кажется лучше золота; мойся в источнике Эннеакрупоса и оттуда же пей воду и носи летом и зимою один и тот же грязный плащ, как это и подобает свободному человеку, живущему [в Афинах] при демократическом образе правления. …Что же касается моего безумия, в которое я впал, дойдя необдуманно до такого печального положения, я сам на себя произнесу заклятие, которое заслужил, чтобы мне никогда не избавиться от этих зол, так как, будучи столь преклонных лет и по-видимому имея разум, не хочу ни голодать, ни холодать, ни быть в презрении, ни отращивать длинной бороды».
Аристипп, в свою очередь, как упоминается в греческой энциклопедии X века «Суда» (Σοῦδα, Α 3909), насмехался над постоянной угрюмостью Антисфена.
Ксенофонт Аристиппа не любил (Diog. Laert. II 65) настолько, что включил в свои «Воспоминания о Сократе» выдуманный им диалог, в котором защищает умеренность и осуждает «невоздержанность» Аристиппа от имени Сократа (Xen. Mem. II 1). С другой стороны, в этой же работе Ксенофонт признаёт, что в ответ на вопрос «кем лучше быть, господствующим или подчинённым?» Аристипп отказывается от дихотомии выбора и мудро отвечает, что его философия — «путь не через власть, не через рабство, а через свободу, который вернее всего ведёт к счастью» (Xen. Mem. III 8).

Показательно, что даже критики Аристиппа признавали, что тот ведёт жизнь, полностью совпадающую с его философией, что заслуживает уважения. И даже понимали, что удовольствия — опять же согласно его учению — над ним не властвуют.
Поэтому и сказал ему Стратон (а по мнению других, Платон): «Тебе одному дано ходить одинаково как в мантии, так и в лохмотьях» (Diog. Laert. II 67).
Аристипп — не светский пройдоха, который для достижения наслаждений готов на что угодно, он — именно и всегда философ. Он остроумен и всегда может ответить за свои поступки, находчив и рассудителен. Аристипп желает спокойствия и жизни в наслаждениях, поэтому во всём может найти лучшую сторону. Показательно, что при всей своей светскости и общению с власть предержащими он тщательно держался как можно дальше от политики, чтобы сохранять свою независимость.

Диоген Лаэртский в своих жизнеописаниях приводит про Аристиппа как положительные, так и негативные мнения, а от себя пишет:
«Он умел примеряться ко всякому месту, времени или человеку, играя свою роль в соответствии со всей обстановкой… он извлекал наслаждение из того, что было в этот миг доступно, и не трудился разыскивать наслаждение в том, что было недоступно» (Diog. Laert. II 66).
Известный поэт Квинт Гораций Флакк (I в. до н. э.), в отличие от большинства писавших об Аристиппе, восхвалял философа и писал про себя: «незаметно опять к наставленьям скачусь Аристиппа — / Вещи себе подчинить, а не им подчиняться стараюсь». (Horat. Epist. I I).
Выслушай, чем Аристиппово мнение лучше; он злому
Цинику, как говорят, такое дал возраженье:
«Шут самому я себе, а ты народу; моё-то
Много умней и почётней. Чтоб конь меня нес, царь кормил бы,
Я служу; ты же просишь ничтожных вещей и зависишь
От дающих, твердя, что ни в ком нужды не имеешь».
Всякие шли к Аристиппу и вид и место и дело,
Коль стремился он выше, доволен пока настоящим.

(Horat. Epist. I XCVII) 

## О работах Аристиппа
Каких-либо сочинений Аристиппа не сохранилось даже в отрывках, и что-то сказать о них можно лишь по известным названиям.
В истории философии было достаточно распространено мнение, что Аристипп не выражал своих убеждений в сформулированном виде, и только его внук Аристипп-младший сформировал учение. Вероятно, идея пошла от Евсевия Кессарийского, который в «Приготовлении к Евангелию» (XIV:XVIII) упомянул мнение Аристокла из Мессены (конец I в. до н. э. — начало I в. н.э): Аристипп просто любил удовольствия и говорил, что счастье по сути — наверное, наслаждение, но при этом точно свои взгляды не формулировал. Но, поскольку говорил он всё время именно о наслаждениях, то его поклонники и последователи решили, что он считает наслаждение именно целью жизни.
Однако в современности историки философии пришли к выводу, что системное развитие учения было начато именно Аристиппом-старшим. Это подтверждается упоминаниями мыслей Аристиппа Платоном в диалоге «Филеб», Аристототелем в «Этике» и Спевсиппом, который написал отдельный труд об Аристиппе. Как минимум часть трудов, автором которых числится Аристипп, являлась подлинной, написанной им самим. Косвенно это подтверждается специфической манерой изложения, которая у Аристиппа отличается от диалогов сократиков и принятых в то время у философов наставлений. Для его текстов характерна осуждающая коннотация.
Уже Диоген Лаэртский приводит сразу три мнения о наследии Аристиппа. Во-первых, обобщённое («приписывают»): три книги «Истории Ливии», написанные для Дионисия, ещё книгу, состоящую из двадцати пяти диалогов, и дополнительно шесть диатриб. Во-вторых, Сосикрат Родосский и некоторые другие считают, что он не писал вообще. В-третьих, у Сотиона и Панетия перечисляются шесть сочинений, частично совпадающих с первым списком, и говорится о шести диатрибах, и трёх «Словах» (приводятся четыре названия). (Diog. Laert. II 83-85). Сам историк считал, что сочинения Аристиппа имели место, так как не включил его в свой список философов, которые принципиально ничего не писали (D. L. I 16).
Древнегреческий историк Феопомп Хиосский, живший в IV до н. э. (то есть современник философа), по свидетельству Афинея (Athen. Deipn. XI 508c), считает, что Платон занимался плагиатом диатриб Аристиппа: «Легко заметить, что большинство его диалогов бесполезны и лживы, и очень многие списаны с других: одни — с диатриб Аристиппа….». Обвинение вызвано неприязнью Феопомпа к Платону, но цитата означает, что у Аристиппа были письменные работы.
В современности считается, что Аристипп действительно писал беседы (διατριβαί), напоминающие сократические диалоги, в которых спорил с мнением Платона. Доказывается это свидетельством Эпикура, который писал о своём знакомстве с этими диатрибами. Возможно, именно Аристиппу принадлежит отрывок текста на кёльнском папирусе, опубликованном в 1985 г., в котором от имени Сократа продвигается концепция «удовольствие является наилучшей целью жизни, а страдание — наихудшей». Однако, авторство может принадлежать Гегесию.
Диоген Лаэртский много раз упоминает текст «О роскоши древних» Аристиппа (Diog. Laert. I 96; II 23, II 49; III 29; IV 19, однако авторство крайне сомнительно. Автор этого псевдоэпиграфа описывал взгляды и жизнь философа от его имени. Вероятно, большинство других сочинений, которые доксографы относят к Аристиппу, также являются подделками такого рода.
Имеются и крайне странные отсылки к вероятным трудам Аристиппа. Так, Диоген Лаэртский указывает, что тот говорил, что Пифагор получил своё прозвище (в переводе «убеждающий речью») потому что провозглашал истину не хуже Аполлона Пифийского (Diog. Laert. VIII 21). Однако Аристипп не признавал естественных наук — зачем бы он стал писать трактат «О физике»?
Ещё более странное заявление сделал арабский историк XIII века Джамал ад-Дин Абуль-Хасан Али ибн Юсуф ибн Ибрахим аш-Шайбани аль-Кифти. Говоря об Аристиппе, он упоминает лишь два его сочинения, причём в области математики (Ibn Al-Quifti, Historia de los sabios, 70.15) — «О вычислительных операциях» и «О числовом делении», что противоречит логике: Аристипп не признавал математику как-либо полезной. И если под названием «О физике» могло быть изложение философской позиции, отрицающей её полезность, то в данном случае названия указывают именно на математические трактаты.

## Особенности философии и жизни Аристиппа

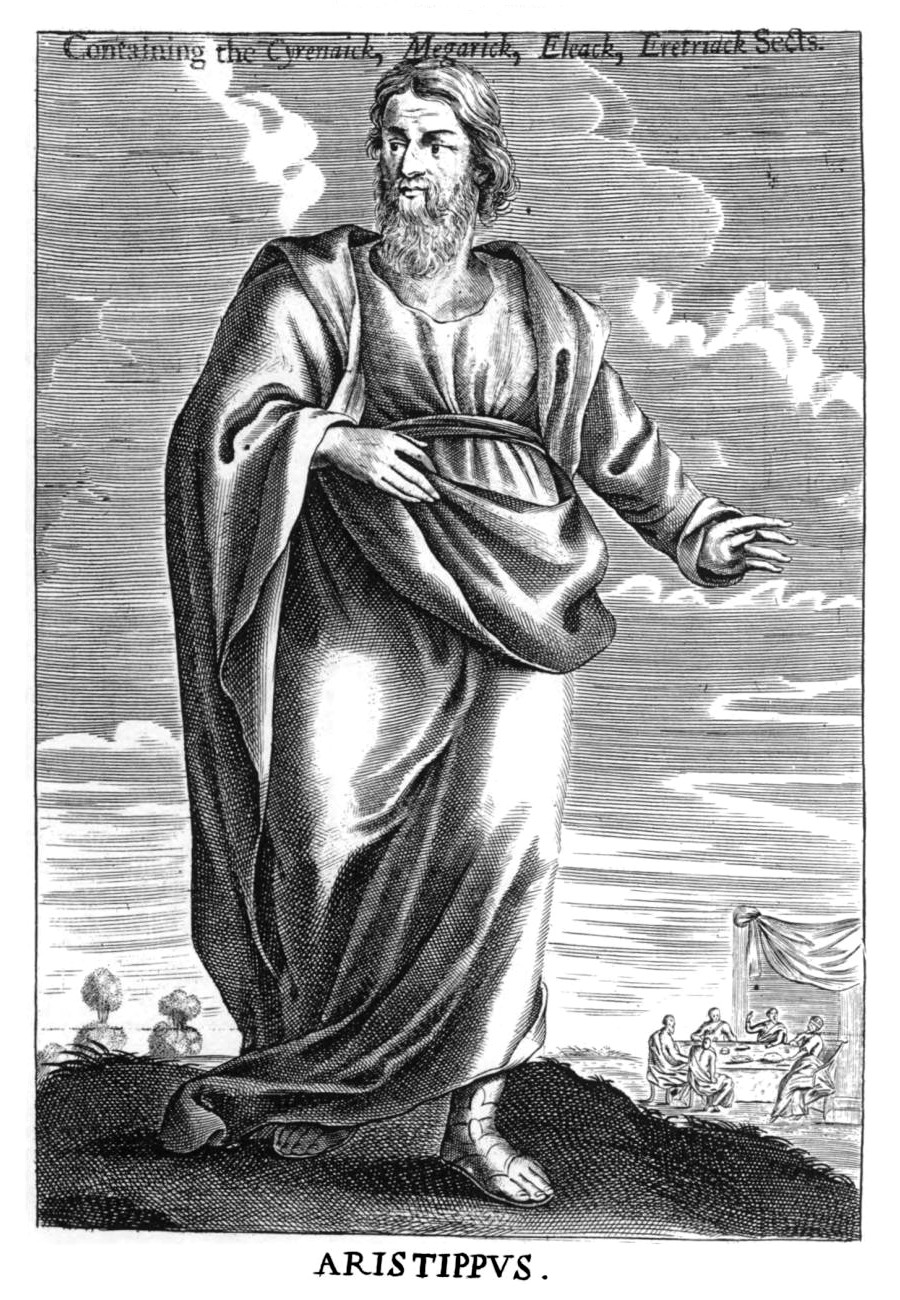
Аристипп в «Истории философии» Томаса Стэнли

Аристипп — основатель философской школы киренаиков, однако имеются и индивидуальные отличия. Здесь отметим самые важные.
Познание основывается на одних только восприятиях, причины которых, однако, непознаваемы. Восприятия других людей для нас также недоступны, мы можем основываться только на их высказываниях.
Гедонизм многие понимают как безудержное стремление к наслаждениям, но Аристипп учит: несчастье заключается не в наслаждениях как таковых, а в порабощениями ими человека. Поэтому «лучшая доля не в том, чтобы воздерживаться от наслаждений, а в том, чтобы властвовать над ними, не подчиняясь им» (Diog. Laert. II 75). При этом философия — это не столько абстрактные наслаждения, сколько умение и даже искусство жить свободно — причём так, чтобы жизнь приносила удовольствие. Гедонизм Аристиппа не сводится к сиюминутному наслаждению с игнорированием последствий: так, он считает неправильным поступок, который затем приносит больше неудовольствия, чем изначально удовольствия. Из этого следует важность подчинения обычаю и закону.
Эвдемония у Аристиппа — это не сопутствующее явление при обнаружении способности, как это понимал Сократ, а сознание самообладания в удовольствии: мудрец наслаждается удовольствием, не поддаваясь тому, чтобы оно овладело им. Не стоит сетовать на прошлое или страшиться будущего. В мышлении, как и в действиях, следует придавать значение только настоящему. Только им мы можем свободно распоряжаться.
С одной стороны, Аристипп осуждал невежество (Diog. L. II 69-72), и даже понимал разницу между знанием (с пониманием сути) и эрудицией: «учёный — это не тот, кто много читает, а тот, кто читает с пользою». С другой стороны, философ отрицал пользу всех наук, поскольку они не занимаются этическими вопросами, не помогают отличить хорошее от дурного. В этом он доходил до отвержения математики (Arist. Met. 996а32 и далее), и вообще полагал изучение природы делом невозможным и потому бесполезным.
После смерти Сократа Аристипп путешествовал и «работал философом» у многих богатых покровителей. Ксенофонт в «Воспоминаниях о Сократе» говорит от лица Аристиппа: «Я даже не включаю себя в число граждан: я везде иностранец (ξένος πανταχοῦ εἰμι)» (Xen. Mem. II 1. 13). При этом философ, несмотря на свою любовь к удовольствиям, не привязывался к вещам и благам, считая, что имущество обременяет, если к нему привязаться. Друзьям он советовал иметь вещей столько, сколько их можно спасти, взяв с собой, при кораблекрушении.
Важной особенностью воззрений Аристиппа является отход от традиционного общества, в котором люди чётко делились на две страты: власть и подчинённых, плебс. Философ же указал на возможность стать вне этой системы: не замыкаться в одном полисе и при этом не относиться ни к власть предержащим, ни к подчиняющемуся большинству. Понятно, что участие в политике не соответствует концепции наслаждения жизнью как процессом.
Ксенофонт в «Воспоминаниях о Сократе» приводит пространный диалог Сократа и Аристиппа (Memor. II 1) — вряд ли основанный на реальной беседе, но передающий позиции философов. Сократ пытается убедить киренаика в необходимости умеренной жизни на примере воспитания человека, который был бы пригоден для власти: он должен был бы воздерживаться от удовольствий и уметь переносить страдания. Аристипп соглашается с таким подходом, но лично про себя говорит, что не желал бы стать правителем именно по этой причине: «государства считают, что правители должны им предоставлять как можно больше благ, а сами ото всех них воздерживаться».
Вероятно, из-за любви к деликатесам Аристипп сам был искусен в приготовлении блюд. Лукиан Самосатский в «Продаже жизней» пишет, что философ был знатоком выпечки и вообще опытным поваром (Vit. auct. 12), а в «Паразите» упоминает, что тиран Дионисий каждый день отсылает к Аристиппу своих поваров обучаться готовить (Paras. 33). Алексид в произведении «У Афинея» (ap. Athen. XII p. 544e) саркастически замечает, что некий ученик Аристиппа не особо продвинулся в понимании философии, зато стал искусен в добавлении специй.

## Изречения
Диоген Лаэртский приводит ряд изречений Аристиппа.
- Когда сицилийский тиран Дионисий (Старший) плюнул в него, он стерпел, а когда кто-то начал его за это бранить, он сказал: «Рыбаки подставляют себя брызгам моря, чтобы поймать мелкую рыбёшку; я ли не вынесу брызг слюны, желая поймать большую рыбу?»
- Однажды Аристипп заступался перед Дионисием за своего друга и, не добившись успеха, бросился к его ногам. Когда кто-то стал над ним смеяться, он сказал: «Не я виноват, а Дионисий, у которого уши на ногах растут».
- Однажды Аристипп просил у Дионисия денег, тот заметил: «Ты ведь говоришь, что мудрец не ведает нужды». Аристипп перебил: — «Дай мне денег, а потом мы разберём этот вопрос» — и, получив деньги, продолжил: — «Вот видишь, я и вправду не ведаю нужды».
- На вопрос Дионисия, почему философы ходят к дверям богачей, а не богачи — к дверям философов, он ответил: «Потому что одни знают, что им нужно, а другие не знают».
- Аристипп проходил по площади мимо Диогена, который чистил овощи. Насмехаясь, Диоген сказал: «Если бы ты умел кормиться вот этим, тебе бы не пришлось прислуживать при дворах тиранов». Аристипп ответил: «А если бы ты умел обращаться с людьми, то тебе бы не пришлось чистить себе овощи». Этот анекдот обыгрывают Гораций в «Посланиях» (I, 17) и Филипп Канцлер в кондукте «Aristippe, quamvis sero».
- Однажды Дионисий предложил ему из трёх гетер выбрать одну; Аристипп увёл с собою всех троих, сказав: «Парису плохо пришлось за то, что он отдал предпочтение одной из трёх». Впрочем, говорят, что он довёл их только до дверей и отпустил. Так легко ему было и принять, и пренебречь. Поэтому и сказал ему Стратон (а по мнению других, Платон): «Тебе одному дано ходить одинаково как в мантии, так и в лохмотьях».
- На вопрос, чем философы превосходят остальных людей, он ответил: «Если все законы уничтожатся, мы одни будем жить по-прежнему».
- Человека, который порицал роскошь его стола, он спросил: «А разве ты отказался бы купить всё это за три обола?» — «Конечно, нет», — ответил тот. «Значит, просто тебе дороже деньги, чем мне наслаждение».